# Ni no kuni
Pour les articles homonymes, voir Ni no kuni (film) et Autre monde.
Ni no kuni (二ノ国, litt. « L'autre monde ») est une série de jeux vidéo de rôle (RPG) développée et publiée par Level-5 au Japon, et publiée dans le reste du monde par Bandai Namco.
Réalisé en partenariat avec le Studio Ghibli avec une bande originale composée par Joe Hisaishi, le premier opus de la série sort uniquement au Japon sur Nintendo DS en 2010 sous le nom Ni no kuni: Shikkoku no madōshi (二ノ国 漆黒の魔導士), avant qu'une seconde version du jeu, Ni no kuni : La Vengeance de la sorcière céleste, ne soit publiée sur PlayStation 3 et rendue disponible dans le monde entier en 2013. Après plusieurs jeux mobiles, le studio publie une suite en 2018, Ni no kuni II : L'Avènement d'un nouveau royaume. En mai 2018, Bandai Namco déclare que la série s'est exportée à plus de 2,8 millions de copies dans le monde. Un film d'animation Ni no Kuni est réalisé en 2019 par Yoshiyuki Momose, qui se déroule dans le même univers. Un manga a été publié entre 2019 et 2020, compilé en 2 volumes et dessiné par Kuze Ran, se déroulant aussi dans le même univers mais avec de nouveaux personnages; cette série a pour titre Ni no Kuni - L'héritier de la lumière et le prince chat. 

## Jeux
- Ni no kuni: Shikkoku no madōshi (二ノ国 漆黒の魔導士?, Dominion of the Dark Djinn (en)) sorti sur Nintendo DS en décembre 2010. Disponible uniquement au Japon, le jeu est distribué avec une version physique de l'Almanach du magicien, le livre de magie du personnage principal Oliver. Après la mort de sa mère, Oliver découvre que sa peluche est une fée dénommée Lumi, qui lui confie qu'il peut encore sauver sa mère en devenant magicien et en se rendant dans "l'autre monde". Il y rencontre Myrta et Faco, qui l'aident dans son périple. Afin d'atteindre son but, Oliver doit rétablir l'équilibre des émotions des personnes qu'il rencontre en retrouvant leur double de l'autre monde et en remportant des combats. Il peut capturer les monstres qu'il affronte pour en faire ses familiers, et les faire évoluer pour progresser dans l'aventure[3].
- Ni no Kuni: Hotroit Stories sorti sur téléphone au Japon le 9 décembre 2010. Il suit l'histoire d'Oliver et de son ami Mark, qui créent une voiture personnalisée en trouvant des pièces détachées à Hotroit, avant de se rendre dans une usine abandonnée et d'y rencontrer des créatures[4],[5],[6].
- Ni no kuni : La Vengeance de la sorcière céleste (二ノ国 白き聖灰の女王, Ni no kuni: shiroki seihai no joō?) sorti sur PlayStation 3 le 17 novembre 2011 au Japon, le 22 janvier 2013 en Amérique du Nord et le 1er février 2013 en Europe. Présenté comme une version améliorée de la version DS, la vengeance de la sorcière céleste se distingue par des graphismes de meilleure qualité, un nouveau système de combat, l'intégration de l'Almanach directement dans le jeu, l'ajout d'un nouveau boss final et des changements sur la carte du monde[7].
- Ni no Kuni: Daibouken Monsters sorti sur téléphone au Japon le 11 mai 2012. Les joueurs voyagent dans un autre monde et collectent des cartes représentant des imajinn. Un occupant de l'autre monde est piégé dans chaque carte et le joueur utilise ses capacités pour remporter des batailles.
- Ni no kuni II : L'Avènement d'un nouveau royaume (二ノ国II レヴァナントキングダム, Ni no Kuni II: Revenant Kingdom?) sorti sur PlayStation 4 et Windows le 23 mars 2018, sur Nintendo Switch le 17 septembre 2021 et sur Xbox One et Xbox Series X/S en mars 2023. L'histoire suit le roi Evan Pettiwhisker Tildrum, qui est chassé de son château et entreprend la reconquête de son royaume, aidé par Roland, un visiteur d'un autre monde, et Tani, la fille d'un chef de pirates de l'air. Le concept de voyageur traversant régulièrement d'un monde à l'autre est moins présent dans cette version du jeu[8],[9].
- Ni no Kuni: Cross Worlds développé par Netmarble, sorti le 10 juin 2021 au Japon, en Corée du Sud et à Taïwan, puis le 25 mai 2022 dans le reste du monde. L'histoire du jeu suit un bêta-testeur d'un jeu de réalité virtuelle fictif appelé Soul Diver, qui le transporte dans le monde de Ni no Kuni[10].

## Développement
Conçu comme un projet pour le dixième anniversaire de Level-5, Ni no Kuni: Dominion of the Dark Djinn (en) est sorti en décembre 2010 sur Nintendo DS. Une version améliorée du jeu pour la PlayStation 3, Ni no kuni : La Vengeance de la sorcière céleste, est sortie au Japon en novembre 2011. Les jeux ont été développés séparément, conservant des histoires similaires, mais présentant des modifications importantes au niveau des illustrations, des graphismes et des mécaniques de jeu. Une version localisée du jeu a été publiée dans les régions occidentales par Namco Bandai Games en janvier 2013,. Une différence notable entre les deux versions est la disparition de l'exemplaire physique de l'Almanach du magicien qui était associé à la version DS. Dans sa version sur Playstation, le jeu intègre directement l'almanach dans l'inventaire du joueur, ajoutant une mécanique spécifique pour retrouver ses pages manquantes. Une version collector de l'Almanach a été distribuée avec les précommandes du jeu sur PS3, mais n'a pas d'utilité dans cette version,. Il est possible que la présence d'un vrai livre dans la version DS du jeu ait rendu plus difficile sa production et explique en partie l'absence de diffusion hors du Japon[réf. souhaitée].
Une suite, Ni no kuni II: L'Avènement d'un nouveau royaume, est sortie sur Microsoft Windows et PlayStation 4 en mars 2018 et rencontre un franc succès commercial. Trois jeux mobiles ont également été produits : Hotroit Stories et Daibouken Monsters qui s'adressent principalement à un public japonais, puis Ni no kuni: Cross Worlds, sorti sur Android, iOS et Microsoft Windows le 25 mai 2022 pour le Japon, la Corée du Sud et Taïwan. Dans sa version internationale, l'économie du jeu est indexée sur une blockchain détenue par Netmarble.
La série se distingue par un partenariat avec le Studio Ghibli, qui produit les séquences animées de Dominion of the Dark Djinn et La Vengeance de la sorcière céleste et dont le style inspire largement les graphismes des jeux. Ce partenariat a également permis à Joe Hisaishi de composer la bande originale du jeu, avec Rei Kondoh.
Le succès de la première version de Ni no Kuni s'explique par le soin apporté à chaque facette du jeu : l'histoire des personnages (en particulier celles d'Oliver et de ses amis) a constitué un axe important du développement, qui visait à susciter l'empathie des enfants pour les personnages et à faire revivre aux adultes leur adolescence ; le développement du jeu sur la Nintendo DS, choisie en raison de son adéquation avec le gameplay et de sa popularité au Japon, avant de proposer une nouvelle version sur la PlayStation 3 pour profiter de son potentiel et mettre en valeur le style inspiré par Ghibli.
Les jeux de la série ont été salués comme faisant partie des meilleurs jeux de rôle modernes. La version DS de Ni no kuni : La Vengeance de la sorcière céleste est le titre le plus vendu par Level-5 lors de sa sortie et se classe à la 67ème place du TOP 100 des meilleurs RPG de tous les temps selon IGN,. Les critiques ont fait l'éloge de la conception visuelle du jeu et de sa ressemblance avec les travaux antérieurs du Studio Ghibli, des personnages et de leur histoire, pour leur crédibilité et leur complexité, de la bande-son et de la capacité d'Hisaishi à capturer l'essence du monde du jeu, et du gameplay unique, notamment pour sa capacité à mélanger des formules provenant d'autres franchises de jeux de rôle. Les jeux ont également été récompensés par plusieurs publications de la part de médias vidéoludiques.